# كأس السوبر الإيطالي 2006
كأس السوبر الإيطالي 2006 (بالإيطالية: Supercoppa italiana 2006)‏ هو موسم من كأس السوبر الإيطالي. أقيم بتاريخ 2006، وفاز فيه نادي إنتر ميلانو.